# Boris Iakovlev
Boris Nikolaïevitch Iakovlev (Борис Николаевич Яковлев) né à Moscou (Empire russe) le 5 septembre 1890 (17 septembre dans le calendrier grégorien) et mort le 8 décembre 1972 à Moscou (URSS), est un peintre russe et soviétique, surtout paysagiste. 
Il est membre-correspondant de l'Académie des beaux-arts d'URSS (1958) et de l'Association des artistes de la Russie révolutionnaire dès 1922.

## Biographie
Il est diplômé de l'université de Moscou, puis il entre à l'École de peinture, de sculpture et d'architecture de Moscou dans la classe de Vasnetsov et de Stepanov dont il est diplômé en 1918. Il étudie aussi auprès de Sergueï Malioutine et d'Abram Arkhipov.
Iakovlev commence à exposer dès 1916. Encore étudiant en 1917, il expose ses œuvres à la XVIIe exposition de la Société des amateurs d'art de Nijni Novgorod. En 1921, il expose avec le groupe Le Monde de l'art («Мир искусства») et à partir de 1922 au sein de l'Union des peintres russes.
Il voyage beaucoup en Union soviétique: en 1925, il est à Samarcande, en 1928 en Crimée, en 1929 à Bakou, en 1930 à Léningrad (aux usines de la Baltique), en 1931 à Svirstroï, en 1932 à Maïkop, en 1933 en Géorgie. Il fait deux voyages dans l'Oural (1933 et 1934) et il est en 1935 au Daguestan et en 1936 en Carélie.
Pendant la Grande Guerre patriotique, Iakovlev produit toute une série de tableaux sur Moscou. 
Il enseigne au VGIK de 1956 à 1963 en tant que professeur. Il devient membre du Parti communiste de l'Union soviétique en 1960.
Des expositions personnelles lui sont consacrées à Moscou en 1943 et à la Galerie Tretiakov en 1966, ainsi qu'à Kiev en 1959. Il meurt le 8 décembre 1972 à Moscou.

## Distinction
- Artiste du peuple de la RSFSR (1962).

## Œuvres

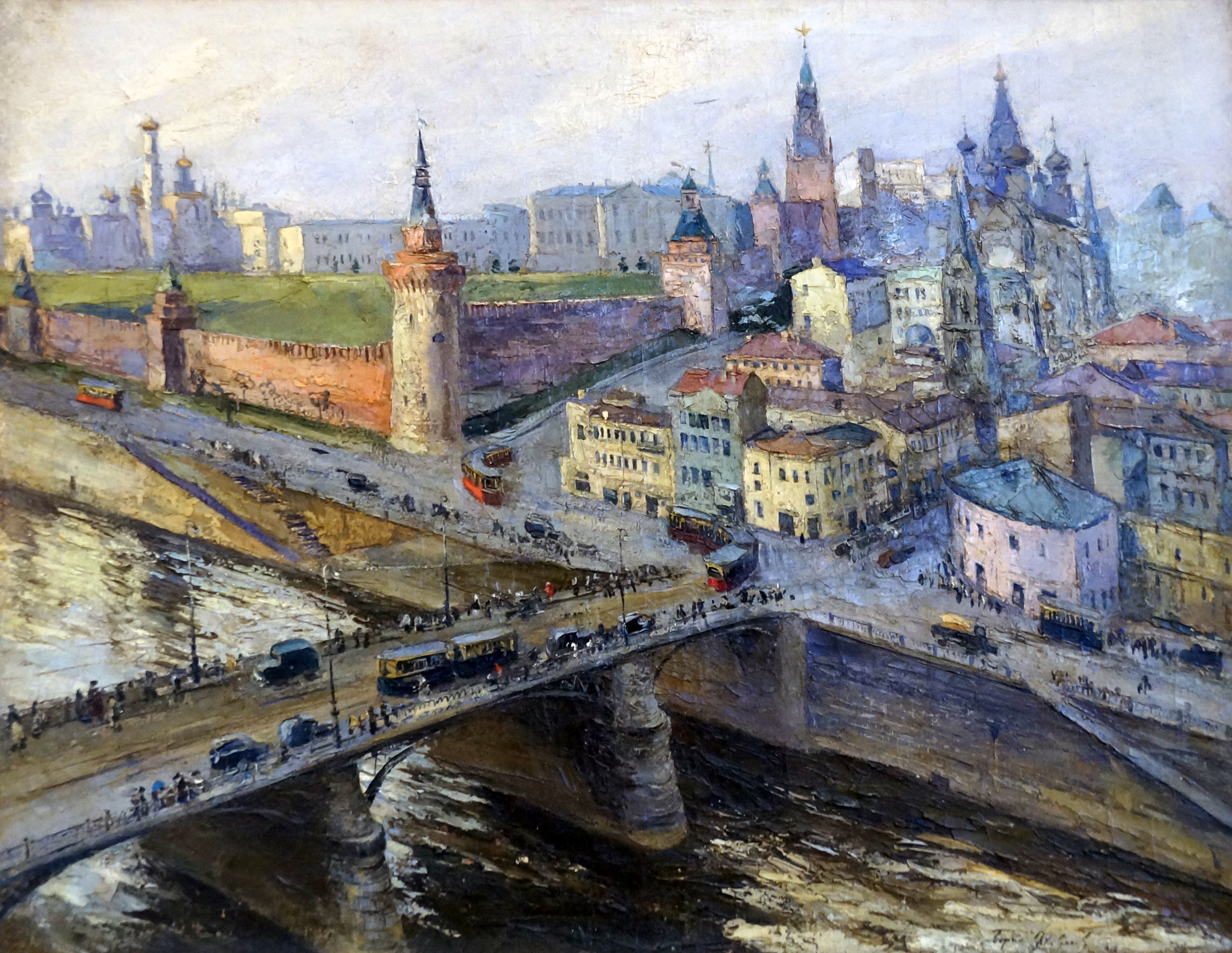
Moscou, vue du Kremlin à partir du pont de la Moskova (1936), musée des beaux-arts de Sotchi.

B.N. Iakovlev est maître des thèmes du paysage industriel et lyrique. C'est l'un des premiers peintres soviétiques à figurer des paysages industriels louant le « romantisme » de la construction du socialisme. Ses tableaux les plus connus sur ce thème sont Les Transports s'améliorent (1923) et le paysage lyrique Les Terres arables (années 1950).
Les tableaux de Iakovlev ont été exposés aux expositions Artistes de la fédération de Russie depuis quinze ans, L'Industrie du socialisme, dans de nombreuses expositions d'URSS et ailleurs. Certains de ses tableaux sont conservés à la galerie Tretiakov, au Musée Russe et dans plusieurs musées régionaux.